# آلمورا (شهر)
آلمورا یک شهر باستانی رومی در لودیه در ترکیه امروزی است که در استان ازمیر واقع شده‌است. 